# اچ‌ام‌اس ویموث (۱۹۱۰)
اچ‌ام‌اس ویموث (۱۹۱۰) (به انگلیسی: HMS Weymouth (1910)) یک کشتی بود که طول آن ۴۵۳ فوت (۱۳۸ متر) بود. این کشتی در سال ۱۹۱۰ ساخته شد.